# Кия (приток Енисея)
Кия — река в России, протекает по территории Северо-Енисейского и Енисейского районов Красноярского края. Правый приток Енисея.
Длина реки — 134 км, площадь водосборного бассейна — 3350 км². Река берёт начало у подножья Таганского хребта. Течёт на юго-запад через берёзовые леса. Впадает в Ееисей справа на расстоянии 1934 км от устья. 
Река Кия популярна среди рыболовов. Там обитает ленок и хариус.

## Данные водного реестра
По данным государственного водного реестра России относится к Енисейскому бассейновому округу.
Код водного объекта — 17010400112116100027841.